# Scydmaenus cornutus

Scydmaenus cornutus  (лат.) — вид мирмекофильных коротконадкрылых жуков рода Scydmaenus из подсемейства Scydmaeninae.

## Распространение
Европа (Италия, Испания, Польша). Ближний Восток. Северная Африка.

## Описание
Мелкие коротконадкрылые жуки. Отмечены в мирмекофильных связях с муравьями такими как Messor и Myrmica cephalotes.
Вид был впервые описан в 1845 году российским энтомологом и разведчиком Генштаба Виктором Ивановичем Мочульским (1810—1871).
Таксон Scydmaenus cornutus включен в состав рода Scydmaenus (вместе с такими мирмекофильными видами как Scydmaenus perrisi, Scydmaenus hellwigii, Scydmaenus rufus, Scydmaenus optatus, Scydmaenus bifasciculatus, Scydmaenus carinatus, Scydmaenus castaneoglaber, Scydmaenus clarkianus), и включён в трибу Scydmaenini из подсемейства Scydmaeninae.